# Plœuc-L'Hermitage
Plœuc-L'Hermitage is een gemeente in het Franse departement Côtes-d'Armor in de regio Bretagne. De plaats maakt deel uit van het arrondissement Saint-Brieuc. De gemeente kwam tot stand door de fusie op 1 januari 2016 van de gemeenten L'Hermitage-Lorge en Plœuc-sur-Lié. Plœuc-L'Hermitage telde op 1 januari 2022 4.117 inwoners.

## Geografie
De oppervlakte van Plœuc-L'Hermitage bedroeg op 1 januari 2022 82,27 vierkante kilometer; de bevolkingsdichtheid was toen 50 inwoners per km².
De onderstaande kaart toont de ligging van Plœuc-L'Hermitage met de belangrijkste infrastructuur en aangrenzende gemeenten.

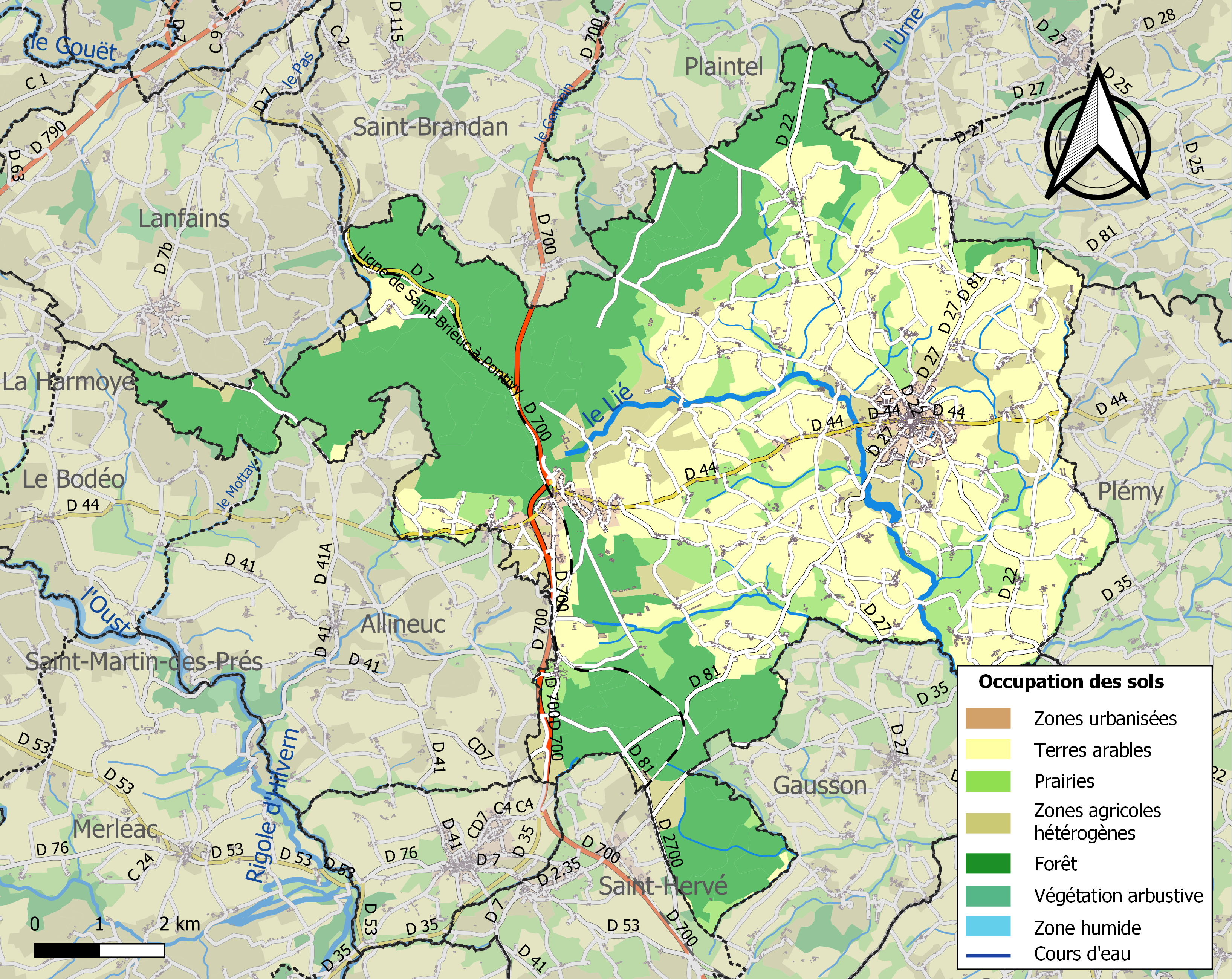